# Полски авиолинии ЛОТ
Полски авиолинии ЛОТ (на полски: Polskie Linie Lotnicze LOT) е полска авиокомпания, национален превозвач на страната. Лети до 49 града в 31 държави. Член е на „Стар Алайънс“.

## История
През 1925 г. Аеролойд, частна авиокомпания с редовни полети от 1922 г. между Гданск, Варшава и Лвов, се трансформира в Аеролот и започва полети по маршрута Познан-Лодз-Варшава.
През 1928 г. отдел „Гражданска авиация“ на Министерството на транспорта решава да разпусне всички частни авиокомпании. На 29 декември 1928 г. национална обществена компания заменя компанията „Линие Лотнице ЛОТ“.
На 1 януари 1929 г. започват полетите на ЛОТ. Името на компанията е абревиатура от полското прилагателно: „Полские линие лотнице“. Година по-късно ЛОТ е приета в IATA и получава кода LO. Първите международни полети (до Букурещ) започват на 1 април 1930 г. След като преустановява полетите си по време на Втората световна война, компанията възобновява дейността си през 1945 г., след като получава 10 самолета Лисунов Ли-2 и 9 самолета Дъглас DC-3. Вътрешните полети се възобновяват на 1 април, а международните – на 11 май 1945 г.
През април 1989 г. ЛОТ започва да заменя стария си флот от съветски самолети със закупуването на Боинг 767-200ER, след това през 1991 г. ATR 72 – 200, през декември 1992 г. Боинг 737 – 500 и през 1993 г. Боинг 737 – 400.
През 1992 г. компанията става акционерно дружество. Юролот е създаден през 1996 г. за работа по закрити вътрешни линии. На 26 октомври 2003, ЛОТ става член на Star Alliance.
През 2004 г. ЛОТ  създава Сентралуингс – нискотарифна авиокомпания, която не постига финансов баланс и се отказва от редовните линии от есента на 2008 г., като се опитва да оцелее, работейки само в сегмента на чартърните полети. Окончателно бива закрита през март 2009 г.

## Дестинации
ЛОТ  има гъста европейска мрежа в допълнение към полетите в Азия, Близкия изток и Северна Америка. Авиокомпанията изпълнява вътрешни полети до Бидгощ, Варшава, Вроцлав, Гданск, както и международни полети до Амстердам, Атина, Барселона, Копенхаген, Ларнака, Лион, Лондон, Любляна, Люксембург, Тел Авив, Токио, Сингапур, Чикаго, Торонто, Лос Анджелис, Калининград, Киев, Лвов, Минск и много други.

## Флот
Към февруари 2021 г. флотът на ЛОТ се състои от следните самолети:
| Самолет         | Брой | Поръчани | Пътнически места | Пътнически места | Пътнически места | Пътнически места | Пътнически места |
| Самолет         | Брой | Поръчани | Б                | Е+               | Е                | Общо             | Източници        |
| --------------- | ---- | -------- | ---------------- | ---------------- | ---------------- | ---------------- | ---------------- |
| Airbus A220-100 | 0    | 20       |                  |                  |                  | 125              |                  |
| Airbus A220-300 | 0    | 20       |                  |                  |                  | 149              |                  |
| Боинг 737 – 800 | 6    | –        | 18               | –                | 168              | 186              | [ 3 ]            |
| Боинг 737 MAX 8 | 16   | 13       | 20               | –                | 166              | 186              | [ 4 ]            |
| Боинг 787 – 8   | 8    | 2        | 18               | 21               | 213              | 252              | [ 5 ]            |
| Боинг 787 – 9   | 7    | —        | 24               | 21               | 249              | 294              | [ 6 ]            |
| Embraer 170     | 6    | –        | варира           | варира           | варира           | 70               | [ 7 ]            |
| Embraer 175     | 13   | –        | варира           | варира           | варира           | 82               | [ 8 ]            |
| Embraer 175     | 2    | –        | VIP              | VIP              | VIP              | VIP              | [ 8 ]            |
| Embraer 190     | 8    | –        | варира           | варира           | варира           | 106              | [ 9 ]            |
| Embraer 195     | 16   | –        | варира           | варира           | варира           | 112              | [ 10 ]           |
| Embraer 195 E2  | 3    | –        |                  |                  |                  |                  |                  |
| Общо            | 87   | 55       |                  |                  |                  |                  |                  |